# Sistema PNR europeo
En febrero de 2011, la Comisión presentó una propuesta para crear un
registro de nombres de pasajeros (PNR)
de la Unión
Europea
La
propuesta obliga a los Estados miembros a crear sistemas PNR y establecer
garantías de protección de los datos en el tratamiento y la recogida de los datos
PNR de los vuelos con origen o destino en la UE.  De este modo, las
compañías aéreas estarían obligadas a proporcionar a los países de la UE los
datos PNR de todas las personas que entren o salgan de la UE (no de los
pasajeros de vuelos intracomunitarios) para su uso en la prevención, detección,
investigación y enjuiciamiento de delitos graves y actos terroristas.
Esta
propuesta sustituye a la propuesta de Decisión Marco del Consejo,
sobre la utilización de los datos PNR con fines represivos, de 2007. Tras
la entrada en vigor del Tratado de Lisboa
se hizo necesario crear una nueva propuesta que se ajustase a los nuevos
requisitos establecidos por el Tratado. 

## Contexto
Desde los ataques del 11 de septiembre de 2001,
las autoridades de todo el mundo han comprobado el valor de la recogida y
análisis de los datos PNR en la lucha contra el terrorismo y la delincuencia
organizada. 
En las últimas fechas, a raíz de los atentados de París contra el semanario Charlie Hebdo, el 7 de enero de 2015, han vuelto a entrar en escena la política de la
UE en materia de lucha contra el terrorismo, así como las medidas planteadas en
este sentido en el seno de la Unión. Entre las medidas más polémicas en este
ámbito para los parlamentarios europeos, se encuentra esta propuesta para
crear un registro de nombres de pasajeros de la Unión Europea, debido a sus
implicaciones en materia de protección de los datos personales y a la
proporcionalidad de la medida. 
En la práctica, numerosas autoridades con funciones
coercitivas de los Estados miembros ya recogen los datos PNR para vuelos
concretos. La propuesta de la Comisión permitiría una utilización más sistemática de
esos datos para todos los vuelos y establecería un marco común en todos los
Estados miembros, armonizando las diferentes disposiciones de cada Estado
miembro relativas al registro de nombres de pasajeros. Ello evitaría supuestos
de desigualdad en la protección de los datos personales de los pasajeros, así
como deficiencias de seguridad, incrementos de los costes e incertidumbre
jurídica para las compañías aéreas y los pasajeros.
En palabras de Cecilia
Malmström, Comisaria Europea de Asuntos de Interior: “Esta propuesta de Directiva constituye una
parte importante de la política de seguridad de la UE. Se necesitan normas
comunes de la UE para combatir las formas graves de delincuencia, como el
contrabando de drogas y el tráfico de seres humanos, y el terrorismo, y para
garantizar que se respete la privacidad de los pasajeros y se protejan
plenamente sus derechos en todos los Estados miembros. La propuesta exige que
los Estados miembros hagan anónimos todos los datos PNR que recojan”.
La propuesta sobre el
establecimiento de un sistema PNR europeo (sujeta al proceso de codecisión
entre el Consejo y el Parlamento) se encuentra en fase de primera lectura. El
proyecto fue rechazado por la Comisión de Libertades Civiles, Justicia y
Asuntos de Interior (LIBE) del Parlamento, en abril de 2013 por 30 votos a
favor y 25 en contra. Los eurodiputados detractores (principalmente de los
grupos S&D, ALDE, GUE, Verdes)
rechazaron la propuesta por entender que suscitaba dudas en relación con la
necesidad y proporcionalidad del sistema propuesto. Por su parte, quienes votaron
a favor (en su mayoría eurodiputados de los grupos PPE y ECR)
manifestaron el valor potencial que este sistema tendría en la política
antiterrorista de la UE.
Ante esta falta de acuerdo
entre los grupos, el Parlamento decidió en sesión plenaria remitir el asunto de
vuelta a la Comisión de Libertades Civiles, en junio de 2013.
Posteriormente, el 30 de
agosto de 2014, el Consejo Europeo presionó al Parlamento para que se avanzara en
las negociaciones sobre la propuesta de establecimiento de un sistema PNR
europeo, antes de que finalizara el año.
Los siguientes pasos son el desbloqueo
y la negociación en el seno de la Eurocámara, que serán discutidos por los
responsables del informe, el ponente Timothy Kirkhope (ECR, Reino Unido) y los
ponentes a la sombra, con el objetivo de que el proyecto sea aprobado por el
Pleno en 2015. 
Tras los atentados contra el semanario
Charlie Hebdo en París, entre los grupos continúa habiendo opiniones divididas
acerca de la necesidad y proporcionalidad de un sistema PNR de la UE. El
ponente, el británico Timothy Kirkhope, apoyó la idea de desbloquear el informe
y crear un PNR Europeo “lo antes posible”, incidiendo en que las amenazas de
seguridad de la UE son hoy mayores de lo que eran hace un año, cuando la
comisión parlamentaria rechazó la propuesta.
Actualmente,
las únicas disposiciones vigentes en materia de transferencia de datos por las
compañías aéreas a las autoridades de la UE, son las contenidas en la Directiva
2004/82/CE del Consejo,
según la cual las compañías aéreas tienen la obligación de comunicar a las
autoridades competentes de los Estados miembros los datos de información
anticipada sobre pasajeros (Advance Passenger Information, API). Los datos API, son datos esencialmente biográficos,
que incluyen el número y tipo de documento de viaje utilizado, la nacionalidad,
el nombre y apellidos completos, la fecha de nacimiento, el puesto fronterizo
de entrada, el código de transporte, los horarios de salida y llegada del
transporte, el número total de pasajeros transportados y el lugar de embarque
inicial. No obstante, la transferencia y tratamiento de los datos PNR
constituye una herramienta mucho más eficaz en la lucha contra el terrorismo
internacional, ya que contienen más elementos y se dispone de ellos antes que
de los datos API, lo que permite una mayor anticipación. 
Por
otra parte, a día de hoy, la Unión Europea solo ha celebrado acuerdos en
materia de transmisión de datos PNR con Estados Unidos, Canadá y Australia, y éstos se
limitan al transporte por vía aérea. En virtud de dichos acuerdos, las
compañías aéreas, que ya registraban los datos PNR de los pasajeros para sus
propios objetivos comerciales, están obligadas a comunicar estos datos a las
autoridades competentes de EE. UU., Canadá y Australia.

## Contenido de la propuesta

### Autoridades competentes
La
propuesta del Consejo establece un sistema descentralizado, según el cual las
compañías aéreas están obligadas a transmitir los datos PNR a las Unidades de
Información sobre Pasajeros (UIP), que serán designadas por cada Estado miembro
y que serán supervisadas por una autoridad (de protección de datos)
independiente. Además cada Estado miembro debe elaborar una lista de las
autoridades competentes para recibir datos de las UIP, siendo únicamente esas
autoridades las responsables de la prevención y la lucha contra el terrorismo y
la delincuencia organizada.

### Tipo de información
En
cuanto al tipo de datos objeto de transmisión, tanto la naturaleza como el
número de datos transferidos son similares a los datos recogidos en el Acuerdo
suscrito por la Unión Europea con las autoridades de Estados Unidos para
transferir datos de carácter personal contenidos en el Registro de Nombre de
Pasajeros (PNR) con fines de prevención y represión de actos terroristas de
2011. Del
mismo modo, son trasladables a la propuesta las críticas del acuerdo, ya que se
considera excesivo y desproporcionado el número de datos que pueden ser objeto
de transmisión, un total de 19.

### Sistema de transmisión de los datos
El
sistema de transmisión de datos PNR regulado en la propuesta, es el denominado
método push, mediante el cual son las
compañías aéreas las que transfieren los datos a la base de datos de la Unidad
de Información sobre Pasajeros nacional del Estado miembro, en cuyo territorio
aterrice o despegue el vuelo internacional, sin permitir que la autoridad
requirente acceda a la base de datos de la compañía aérea. 
Esos datos solo podrán ser utilizados con la finalidad de prevenir y luchar contra el
terrorismo y la delincuencia organizada.

### Periodo de conservación de los datos
El
artículo 9 de la propuesta establece que los datos PNR suministrados por las
compañías aéreas a la Unidad de Información sobre Pasajeros se conserven en una
base de datos en la Unidad de Información sobre Pasajeros durante un período de
30 días a partir de su transferencia a la Unidad de Información sobre Pasajeros
del primer Estado miembro en cuyo territorio aterrice o de cuyo territorio
salga el vuelo internacional. Una vez finalizado el período de 30 días, las
autoridades deberán hacer anónimos esos datos y los datos se conservarán en la
Unidad de Información sobre Pasajeros por un período adicional de cinco años.
Estos datos anónimos serán únicamente accesibles a un número limitado de
miembros del personal de la UIP expresamente autorizados. 
Por
su parte, los datos sensibles que puedan revelar el origen étnico o racial, las
opiniones políticas o las creencias religiosas nunca podrán ser transferidos
por las compañías aéreas, ni ser utilizados en modo alguno por los Estados
miembros.

### Transferencia ulterior de los datos a terceros países
La
propuesta de establecimiento de un sistema PNR europeo permite que se
transfieran datos PNR a terceros países competentes para ello y que garanticen un nivel adecuado de protección de los datos, siempre que esa transferencia resulte necesaria para la
prevención, la investigación, la detección o el enjuiciamiento de infracciones
penales o para la ejecución de sanciones penales y siempre que se cuente con el consentimiento del Estado miembro que proporcionó esos datos. 

## Evaluación y críticas
Esta
propuesta de Decisión marco sobre la utilización de los datos PNR con fines
represivos, por parte de las autoridades de la Unión Europea, supone un avance
en la armonización de las disposiciones de los Estados miembros relativas a la
obligación por parte de las compañías aéreas de transmitir los datos PNR a las
autoridades competentes. Hay que destacar la limitación de los fines de la
utilización de los datos PNR a la prevención y lucha contra el terrorismo y la
delincuencia organizada. También es destacable que la propuesta apueste por la
utilización del método push a la hora
de transmitir los datos. Finalmente podemos destacar la exclusión de los datos
sensibles dentro de los tipos de datos PNR susceptibles de ser transmitidos. 
No
obstante, la propuesta ha sido criticada desde diferentes ámbitos por ser en lo
relativo al número de datos objeto de transmisión y al periodo de conservación
de los mismos, excesiva y desproporcionada, y por vulnerar ciertos derechos
fundamentales como el artículo 8 de la Carta de Derechos Fundamentales de la
Unión Europea.